# ActiveSync
ActiveSync是微软开发的一个移动数据同步应用软件，最初于1996年发布。它将数据与手持设备和台式电脑同步。在Windows任务管理器中，相关进程被称为wcescomm.exe。

## 概述
ActiveSync允许移动设备与台式个人电脑或运行兼容软件产品的服务器同步。
在台式机上，ActiveSync将电子邮件、日历、联系人和任务与Microsoft Outlook以及互联网书签和文件同步。ActiveSync并不支持Outlook的所有功能。例如，不传输分组到子文件夹的联系人。只有不在子文件夹中的联系人被同步。在Exchange服务器的情况下，只有电子邮件、日历、联系人和任务可以被同步。
ActiveSync还提供了手动传输文件到移动设备的功能，以及有限的备份功能和安装和卸载移动设备应用程序的能力。
支持的移动设备包括运行Windows Mobile、Windows CE的PDA或智能手机。 BlackBerry 10或iOS，但不包括旧的BlackBerry版本、Palm OS和Symbian平台。Windows Phone 7不支持桌面ActiveSync同步。
从Windows Vista开始，ActiveSync已被Windows Mobile裝置中心取代，后者被作为操作系统的一部分。